# Liste der Monuments historiques in Liffré
Die Liste der Monuments historiques in Liffré führt die Monuments historiques in der französischen Stadt Liffré auf.

## Liste der Bauwerke
| Bezeichnung      | Beschreibung | Standort               | Kennzeichnung | Schutzstatus | Datum | Bild |
| ---------------- | ------------ | ---------------------- | ------------- | ------------ | ----- | ---- |
| Kirche St-Michel |              | Rue de Fougères (Lage) | PA35000056    | Inscrit      | 2014  |      |

## Liste der Objekte

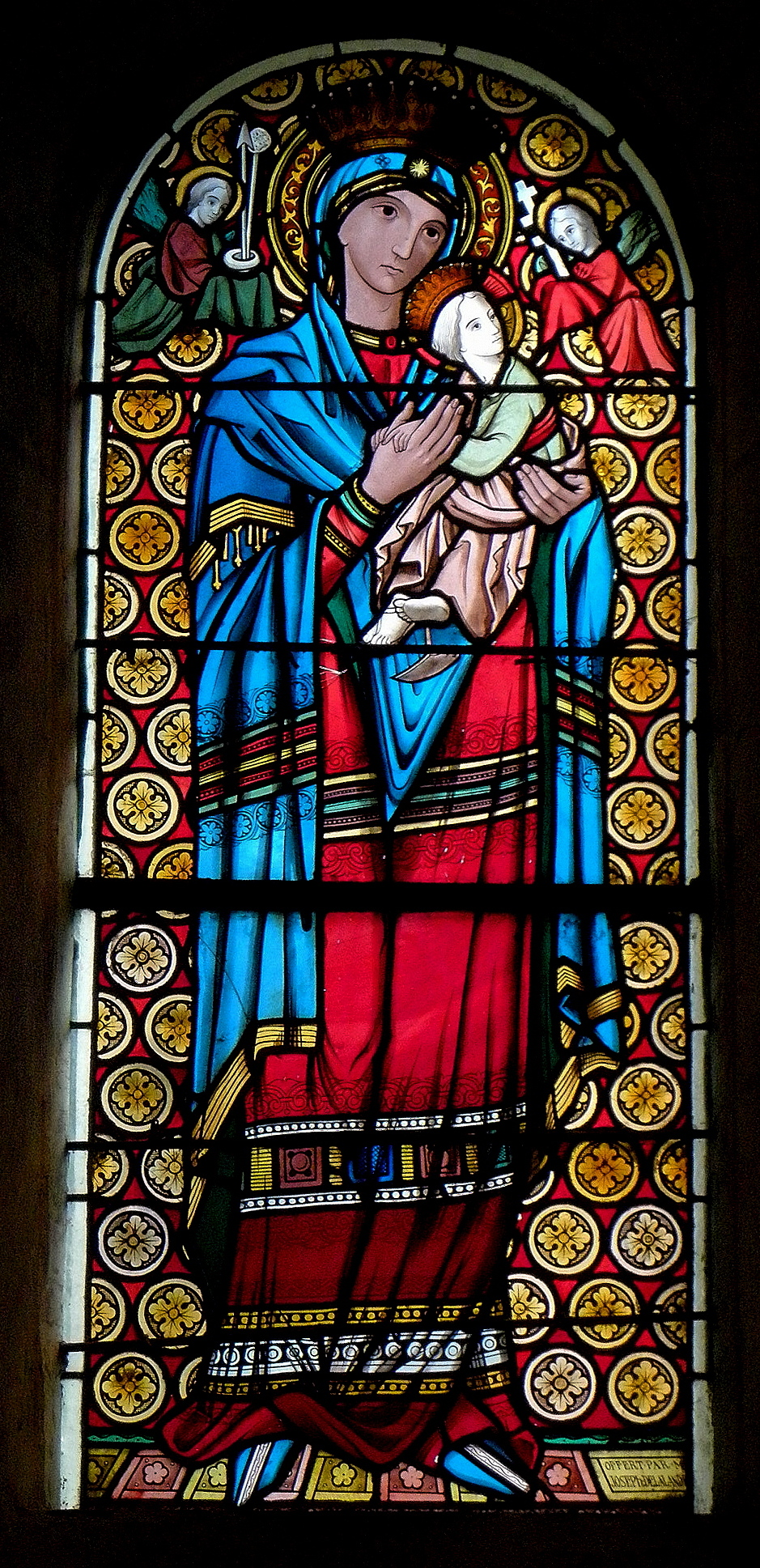
Bleiglasfenster Madonna und Kind in der Kirche St-Michel vom Anfang des 20. Jahrhunderts

- Monuments historiques (Objekte) in Liffré in der Base Palissy des französischen Kultusministeriums